# Падога (присілок)
Падога (рос. Падога) — присілок у Кінгісеппському районі Ленінградської області Російської Федерації.
Населення становить 55 осіб. Належить до муніципального утворення Большелуцьке сільське поселення.

## Історія
Згідно із законом від 28 жовтня 2004 року № 81-оз належить до муніципального утворення Большелуцьке сільське поселення.

## Населення
| 2007 | 2010 | 2017 |
| ---- | ---- | ---- |
| 43   | ↗77  | ↘55  |